# Напредни визуелизатор
Напредни визуелизатор ( ТАВ ), софтверски пакет за 3Д графику, био је водећи производ компаније Wavefront Technologies од 1980-их до 1990-их.

## Историја
Софтверски пакет познат по употреби у производњи бројних Оскар - ових филмовима као што су Амбис, Терминатор 2: Судњи дан и Парк из доба јуре .

### Спајање Alias|Wavefront
У покушају да преузме тржиште 3Д рачунарске графике компанија Microsoft купује Softimage. Silicon Graphics је одговорио куповином Alias Systems Corporation и њихова два главна конкурента, Wavefront, и француске компаније TDI  (Thomson Digital Images) за своје истраживање, IPR и GUI технологије. Тако је SGI створио супер-компанију Alias|Wavefront.
Wavefront-ови програмери су наставили да бораве у Калифорнији, али је управљање компанијом вршено у Торонту, Канада.

### Аутодеск Ера
1996. Alias|Wavefront је најавио издавање Autodesk Maya-е која је укључила аспекте сва 3 софтверска пакета.
Wavefront је преименован у Alias Technologies и купио га је Аутодеск 2005. Неке од технологија које су у власништву Аутодеска и данас се продају као део Maya-е.

## Архитектура
За разлику од многих савремених (2011) софтвера за компјутерску графику анимације, TAV је био скуп независних програма од којих се сваки фокусирао на један аспект синтезе слике за разлику од монолитног производа. Колекција ових мањих програма формирала је читав пакет заснован на једноставној размени углавном ASCII формата датотека као што је OBJ .
Главне компоненте TAV софтверског пакета су укључивале: Model, Paint, Dynamation, Kinemation, Preview, и fcheck. Composer је такође био доступан као додатак за састављање слика. Многи примитивни услужни програми као што је графичка конверзија били су укључени у комплет алата и често су коришћени за групну обраду преко шел скрипти.
Модуларна природа је омогућила да се ови лабаво повезани лагани програми брзо покрену са релативно малим меморијским отисцима. Није било неуобичајено покретати неколико инстанци пакета Модел или Преглед, од којих свака ради на различитим аспектима истог пројекта.
Пошто је ТАВ радио само на платформи Silicon Graphics-а, уживао је у значајним предностима у перформансама у односу на решења заснована само на софтверу због употребе специјализованог графичког хардвера компаније SGI који подржава IrisGL, претечу OpenGL-а .

### Компонентни програми
fcheck - или 'Провера оквира' је прегледник секвенце слика. fcheck учитане сликовне датотеке са диска у РАМ и репродукујте их при синхронизованим брзинама кадрова за праћење ради процене репродукције у реалном времену. Има могућност независног прегледа RGBA (и Z-дубине у случају RLA) канала, променљиву брзину кадрова и могућност увлачења директно у бафер. Овај програм се још увек испоручује са Мауом .
Model - 3д модни дизајнер полигона и закрпа. Читао је и писао OBJ датотеке. Такође је имао могућност да манипулише UV-има, нормалама и додељује асоцијације материјала сачуваних у MTL формату датотеке. Укључује командни језик за аутоматизацију у облику скрипти или алијаса. Пошто није било функције „поништавање“, уобичајена аутоматизована секвенца би копирала податке на резервно место пре него што би их модификовала – у суштини, корисници су сами правили „поништавање“. Поред директне манипулације подацима о теменима, процедурални деформатори су били доступни за обликовање површина користећи уобичајене геометријске трансформације као што је 'бенд'.
Paint је био програм за уређивање слика за манипулацију битмап графиком - његова подршка за мапу текстуре била је фокусирана на RLA, SGI, Cineon (сада DPX) и TIFF формате датотека. Подршка за 16 битне целобројне текстуре, могућности секвенцирања за ротоскопирање поред клонирања боје из суседних оквира на временској линији.
Dynamation је био програм за анимацију честица и рендеровање који је могао да увезе OBJ за интеракцију. Остварио је изворно приказивање користећи хардверски бафер за рендеровање који садржи z-бафер. Покренуо је анимације користећи комбинацију унапред дефинисаних објеката поља и програмских 'израза', као и подршку за колизију мреже крутих тела. Ова технологија се и данас користи у Маја производу.
Preview је био пакет анимације који је упућивао на OBJ датотеке са диска, управљао хијерархијама и додељивао анимиране податке канала атрибутима као што су превод и ротација. Омогућио је повезивање примитивних нелинеарних деформација као што су кривине и таласи са геометријом. Недостајала му је изворна функција поништавања. Као и Model, укључивао је командни језик који је омогућавао развој псеудонима или скрипте за аутоматизацију задатака као што је 'undo'. Остале карактеристике су укључивале постављање и преглед светла, манипулацију OBJ MTL датотекама и олакшавање линије скенирања или жичаног оквира преко екстерног модула за рендеровање. Јединствена карактеристика за цртање сваког N-тог полигона модела, била је неопходна за визуелизацију анимације 'тешких' сцена током манипулације.
Render је приказао сенке са трасираним зрацима, рефлексије са трасираним зрацима, транспарентност, мапе текстура, мапирање неравнина, моделе сенчења Lambert и Phong.
Кинематион - 'напредни' систем анимације који је омогућио манипулацију геометријом користећи инверзну кинематику (ИК), геометријско преклапање до 'кости' са деформацијама заснованим на решетки. Деформисане мреже су извезене у низ OBJ-ова читања у preview ради склапања са другим компонентама сцене.
Composer, иако није иницијални члан породице, је систем за компоновање и уређивање заснован на временској линији (слично после ефеката) са корекцијама боја, тастатуром, филтерима конволуције и могућностима анимације. Подржао је 8 и 16-битне формате датотека, као и Cineon и ране 'филмске' формате датотека као што су SGI филм, Indeo, MPEG видео и QuickTime.